# 托伊費爾斯巴赫河 (莫斯巴赫河支流)
51°11′16.82″N 7°11′52.41″E / 51.1880056°N 7.1978917°E
托伊費爾斯巴赫河（德語：Teufelsbach），是德國的河流，位於該國西部，處於北萊茵-威斯特法倫州，屬於莫斯巴赫河的支流，河道全長1.6公里，流域面積0.8平方公里。